# 니시무타정
니시무타정(西牟田町)은 일본 후쿠오카현 미즈마군에 설치되었던 정이다. 현재의 지쿠고시, 구루메시의 일부에 해당한다.

## 역사
- 1889년 4월 1일 - 정촌제 시행으로, 미즈마군 니시무타촌이 발족.
- 1953년 4월 1일 - 정제 시행에 따라 니시무타정이 됨.
- 1955년 3월 10일 - 지쿠고시에 편입되어 폐지됨.
- 1957년 11월 1일 - 지쿠고시 니시무타의 일부가 미즈마정(현 구루메시)에 편입됨.